# Voorloopas

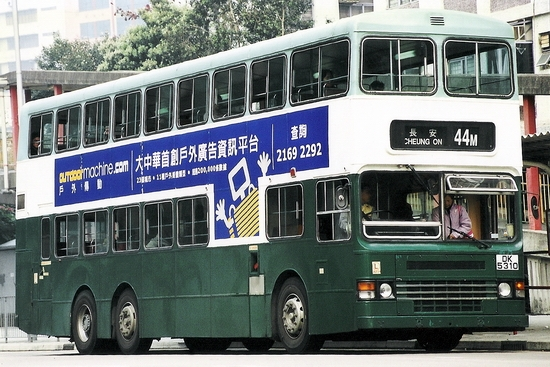
De voorste achteras is een meesturende voorloopas

Een voorloopas (ook wel: voorloper) is de voorste, niet aangedreven achteras van een vrachtauto of een autobus.
Voorloopassen worden, net als sleepassen, toegepast om enerzijds het laadvermogen te vergroten, maar anderzijds het wringen in bochten van twee achterassen zo veel mogelijk te beperken. Dit gebeurt door de as meesturend uit te voeren, of door bij onvolledige belading de as middels een bogie-lift van de grond te tillen.
In beide gevallen zal deze voorloopas meestal in zogenaamd enkellucht uitgevoerd moeten worden. Dit is nodig om plaats te maken voor het liftsysteem of om de nodige stuuruitslag te verkrijgen.
Voorloopassen komen minder vaak voor dan sleepassen. Ze worden voornamelijk bij autobussen en vuilniswagens gebruikt.